# Ши-Ра и принцезе моћи
Ши-Ра и принцезе моћи (енгл. She-Ra and the Princesses of Power) америчка је анимирана стриминг-телевизијска серија коју је развила Н. Д. Стивенсон за Netflix. Производи је DreamWorks Animation Television. Рибут је серије Ши-Ра: Принцеза моћи из 1985. године. Премијерно је приказана 13. новембра 2018. године. Говори о Адори, адолесценткињи која се може трансформисати у хероину Ши-Ру и предводи групу других магичних принцеза у побуни против злог лорда Хордака и његове хорде.
Добила је позитивне критике, уз посебне похвале за разноврсну глумачку поставу и сложен однос између Ши-Ре и њене најбоље пријатељице и касније главне непријатељице, Катре. Добила је мноштво награда и номинација.

## Гласовне улоге
| Улога          | Енглески глас     |
| -------------- | ----------------- |
| Адора / Ши-Ра  | Ејми Кареро       |
| Катра          | А. Џ. Мичалка     |
| Глимер         | Карен Фукухара    |
| Бо             | Маркус Скрибнер   |
| Анџела         | Решма Шети        |
| Шедоу Вивер    | Лорејн Тусен      |
| Хордак         | Кестон Џон        |
| Скорпија       | Лорен Еш          |
| Ентрапта       | Кристина Вудс     |
| Перфума        | Хенесис Родригез  |
| Морски Јастреб | Џордан Фишер      |
| Мермиста       | Вела Лавел        |
| Фроста         | Мерит Лејтон      |
| Кастаспела     | Сандра Оу         |
| Нетоса         | Кристал Џој Браун |
| Спинерела      | Н. Д. Стивенсон   |

## Епизоде
| Сезона | Сезона | Епизоде | Епизоде | Оригинална објава  | Оригинална објава  |
| ------ | ------ | ------- | ------- | ------------------ | ------------------ |
|        | 1.     | 13      | 13      | 13. новембар 2018. | 13. новембар 2018. |
|        | 2.     | 7       | 7       | 26. април 2019.    | 26. април 2019.    |
|        | 3.     | 6       | 6       | 2. август 2019.    | 2. август 2019.    |
|        | 4.     | 13      | 13      | 5. новембар 2019.  | 5. новембар 2019.  |
|        | 5.     | 13      | 13      | 15. мај 2020.      | 15. мај 2020.      |